# Ilijan Simeonow
Ilijan Simeonow (bułg. Илиян Симеонов, ur. 12 stycznia 1974 w Sofii) – bułgarski piłkarz występujący na pozycji napastnika. W czasie swojej kariery grał głównie w Bułgarii, kolejno dla: Liteksu Łowecz, Lewskiego Sofia, Spartaka Warna, Łokomotiwu Sofia, Septemwri Sofia, Botewa Płowdiw, Wichrenu Sandanski i Łokomotiwu 101. Reprezentował również niemiecki SG Wattenscheid 09 oraz grecki AS Lamia. Były młodzieżowy reprezentant Bułgarii.